# Diaphus suborbitalis
Diaphus suborbitalis är en fiskart som beskrevs av Weber, 1913. Diaphus suborbitalis ingår i släktet Diaphus och familjen prickfiskar. Inga underarter finns listade i Catalogue of Life.